# Sigrid Kruse
Sigrid Kruse (* 9. Februar 1941 in Berlin) ist eine deutsche Schriftstellerin.

## Leben
Sigrid Kruse verbrachte ihre Kindheit und Jugend im Ruhrgebiet. Sie absolvierte eine Ausbildung zur Diplom-Bibliothekarin am Bibliothekar-Lehrinstitut des Landes Nordrhein-Westfalen in Köln und war anschließend im öffentlichen Bibliothekswesen ihres Wohnorts Duisburg tätig. In den 1980er Jahren war Kruse Mitglied des Duisburger Autorenquartetts „Der harte Kern“, zu dem auch der Theologe Hans-Joachim Barkenings, die Lyrikerin Elke Oertgen-Twiehaus und der Maler und Objektkünstler Chinmayo gehörten.
Sigrid Kruse ist Verfasserin von Erzählungen und Gedichten.
Sigrid Kruse ist Mitglied des Verbandes Deutscher Schriftsteller, des Literaturbüros Ruhr und der GEDOK. Sie erhielt u. a. 1984 den Lyrikpreis Kultur in NRW, 1985 und 1992 ein Förderstipendium des Landes Nordrhein-Westfalen sowie 2004 den Oberhausener Literaturpreis.

## Werke
- Sonderpädagogik, Duisburg 1973 (zusammen mit Ilse Breger)
- Schmalfilme im Ausleihbestand, Duisburg 1974
- Super-8-Filme, Duisburg 1975
- Eine Wimper fällt durch den Abend, Leverkusen 1976
- Goethes Zeit und Goethes Zeitgenossen, Duisburg 1978 (zusammen mit Renate Mackay)
- Paris für Sie, Duisburg 1979
- Das Betreten der Brücke, Duisburg 1983
- Träume holen mich nicht ein, München 1986
- Überschaubarer Raum, Duisburg 1987
- Tahiti ist irgendwo, München 1987
- Zimmerflucht, Duisburg 1993
- 100 Jahre Stadtbibliothek Duisburg, Duisburg 2001 (zusammen mit Jan-Pieter Barbian und Jens Holthoff)
- Fast ein Stilleben, Tehran-Iran 2005
- Hinter der Tür, kein genauer Zeitpunkt

## Herausgeberschaft
- Horst Wolff: Zerbrochene Bilder, Dortmund 1969
- Ingmar Bergman, Duisburg 1972 (herausgegeben zusammen mit Rita Kirchmann und Horst Schäfer)
- Italien – Sehnsucht und Wirklichkeit, Duisburg 1985
- Fundgrube, Duisburg 1987
- Duisburg auf den zweiten Blick, Duisburg 1994 (herausgegeben zusammen mit Hans-Martin Große-Oetringhaus)